# River Park Towers

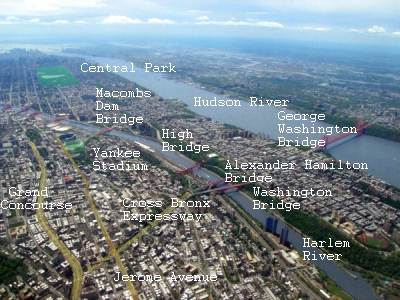
Un diagramma del fiume Harlem. Sebbene non etichettate, le torri sono i due edifici alti a sinistra del fiume, nell'angolo in basso a destra (sulla riva est).

Le River Park Towers o le Harlem River Park Towers sono due edifici residenziali di 44 piani nel Bronx, a New York City. Completati nel 1975, divennero gli edifici più alti del quartiere, superando la Tracey Towers. Progettati da Davis, Brody & Associates, entrambi gli edifici sono stati costruiti con l'intenzione di fornire alloggi economici, ma in qualche modo moderni.
Nel 1955 venne firmato il programma abitativo Mitchell-Lama. Questo programma ha incoraggiato l'edilizia abitativa sovvenzionata e molti di questi progetti sono nati in tutta la città e nello stato. Con le società create per specializzarsi in tali progetti, sono stati concessi prestiti da circa il 90% al 95% di ciascun costo di progetto. Inoltre, i titoli di stato con bassi tassi di interesse hanno permesso di tagliare efficacemente gli affitti, aggiungendo al contempo servizi moderni agli edifici costruiti. Ciò ha permesso di costruire le due torri del River Park, costruendo due moderni grattacieli e sostenendo gli inquilini di medio reddito.
L'area acquistata (a un prezzo molto basso) era industriale, con la linea Hudson della Metro-North Railroad, la Major Deegan Expressway e il fiume Harlem che potevano essere usate per spostarsi facilmente attraverso la città partendo proprio dalle torri. Le torri furono completate nel 1975.